# Japanische Unihockeynationalmannschaft
Die japanische Unihockeynationalmannschaft repräsentiert Japan bei Länderspielen und internationalen Turnieren in der Sportart Unihockey (auch bekannt als Floorball).
Der japanische Floorballverband wurde 1994 in die International Floorball Federation aufgenommen.

## Platzierungen

### Weltmeisterschaften
| WM   | Austragungsort(e)                              | Platz              |
| ---- | ---------------------------------------------- | ------------------ |
| 1998 | Brünn, Prag                                    | 13. Platz          |
| 2000 | Drammen, Oslo, Sarpsborg                       | 14. Platz          |
| 2002 | Helsinki                                       | 21. Platz          |
| 2004 | Zürich, Kloten                                 | 20. Platz          |
| 2006 | Helsingborg, Malmö, Botkyrka, Solna, Stockholm | 16. Platz          |
| 2008 | Ostrava, Prag                                  | 16. Platz          |
| 2010 | Helsinki, Vantaa                               | 15. Platz          |
| 2012 | Zürich, Bern                                   | 15. Platz          |
| 2014 | Göteborg                                       | 15. Platz          |
| 2016 | Riga                                           | nicht qualifiziert |
| 2018 | Prag                                           | 15. Platz          |
| 2021 | Helsinki                                       | nicht qualifiziert |
| 2022 | Zürich, Winterthur                             | nicht qualifiziert |

### Europameisterschaften
1994 und 1995 wurden zwei Europameisterschaften ausgetragen. Japan durfte 1995 als nicht-europäisches Land am Turnier teilnehmen, woraufhin die Europameisterschaft nicht mehr ausgetragen wurde und dafür Weltmeisterschaften stattfinden.
| Turnier | Austragungsort(e) | Platz     |
| ------- | ----------------- | --------- |
| 1995    | Schweiz           | 10. Platz |

### Asien-Pazifikmeisterschaften
| Turnier | Austragungsort(e) | Platz           |
| ------- | ----------------- | --------------- |
| 2004    | Singapur          | 1. Platz        |
| 2005    | Singapur          | 1. Platz        |
| 2006    | Singapur          | keine Teilnahme |
| 2007    | Singapur          | 3. Platz        |
| 2008    | Perth             | keine teilnahme |
| 2009    | Pyeongtaek        | 1. Platz        |
| 2010    | Singapur          | 2. Platz        |
| 2011    | Perth             | keine Teilnahme |
| 2012    | Hannō             | 2. Platz        |
| 2016    | Pattaya           | 4. Platz        |

### AOFC Cup
| Jahr | Austragungsort(e) | Platz              |
| ---- | ----------------- | ------------------ |
| 2017 | Bangkok           | nicht teilgenommen |
| 2019 | Biñan             | 5. Platz           |